# 半遠洋性沉積物
半遠洋性沉積物或半深海沉積物是遠海沉積物的一種，是由紋路細膩的生物和陸源物質所組成，不同之處在於遠海沉積物主要是由幾乎不含陸源物質的生物物質所組成。  半遠洋性沉積物的沉積速度相較於遠海沉積物之下是相對快速的，但依舊很緩慢。　半遠洋性沉積物主要沉積在大陸棚和大陸基，而且通常因為沉積過快導致無法與海水產生化學反應，因此在大多數情況下，每一顆粒子都保留了它們形成區域所賦予它們的特徵。